# Эль-Ксар-эль-Кебир
Эль-Ксар-эль-Кебир (араб. القصر الكبير‎) — город в Марокко, расположен в области Танжер-Тетуан, на реке Лукос.

## История
Эль-Ксар-эль-Кебир был основан в I тысячелетии до нашей эры Карфагеном. Город затем перешёл под контроль к римлянам, которые переименовали его в Oppidum Novum. В 11 веке нашей эры город заново был отстроен арабскими иммигрантами. В XII веке были построены городские стены по повелению Альмохадов. В августе 1578 года в окрестностях города состоялась Битва трёх королей. В XVII веке султан Мулай Исмаил уничтожил городские стены города. В 1911 году Испания завоевала Северное Марокко и город получил испанское название — Alcazarquivir.
В 1956 году городу вернули историческое название Эль-Ксар-эль-Кебир.

## Географическое положение
Центр города располагается на высоте 24 метра над уровнем моря.

## Демография
Население города по годам:
| 1982   | 2004    | 2012    |
| ------ | ------- | ------- |
| 73 541 | 107 380 | 116 513 |